# Ё Со Джон
Ё Со Джон, или Ё Соджон (кор. 여서정; род. 20 февраля 2002, Йонъин), — южнокорейская гимнастка, бронзовый призер Олимпийских игр 2020 года и чемпионка Азиатских игр 2018 года в опорном прыжке. Является первой южнокорейской гимнасткой, завоевавшая олимпийскую медаль. Участница чемпионата Азии по спортивной гимнастике 2022 года.

## Карьера
Участвовала в Азиатских играх 2018 года, где выиграла золотую медаль в опорном прыжке. В том же году участвовала на своём первом чемпионате мира по спортивной гимнастике, где заняла пятое место в опорном прыжке.
На летних Олимпийских играх 2020 в соревнованиях по спортивной гимнастике в опорном прыжке завоевала бронзовую медаль, став первой гимнасткой из Южной Кореи, которая завоевала медаль на Олимпиаде.
На Чемпионате Азии 2022 года завоевала золото в опорном прыжке и бронзу в командном соревновании.

## Семья
Является дочерью южнокорейских гимнастов Ё Хон Чхоля и Ким Юн Джи.